# Joan Trumpauer Mulholland
Joan Trumpauer Mulholland (Washington, 14 de setembro de 1941) é uma ativista americana pelos direitos civis e uma Freedom Rider de Arlington, Virgínia. Ela é conhecida por participar de protestos, sendo a primeira branca a integrar o Tougaloo College em Jackson, Mississippi, e ingressando na irmandade Delta Sigma Theta, ingressando na Freedom Rides e sendo mantida no corredor da morte na Penitenciária Parchman.
Ela finalmente se aposentou depois de ensinar inglês como segunda língua (ESL), por 40 anos e fundou a Fundação Joan Trumpauer Mulholland, dedicada a educar os jovens sobre o Movimento dos Direitos Civis e como se tornar ativista em suas próprias comunidades.

## Biografia
Joan Mulholland, nascida como Joan Trumpauer em Washington, DC, foi criada em Arlington, Virgínia, durante a era dos Direitos Civis.
Seus bisavós eram proprietários de escravos na Geórgia e, após a Guerra Civil dos Estados Unidos, tornaram-se parceiros. Sua mãe foi a primeira em sua família a se casar com um "ianque". Seus pais tinham bons empregos no governo.
Joan Trumpauer frequentava regularmente uma igreja presbiteriana e uma escola dominical. Ela praticou a memorização de versículos, tais como: "Na medida em que você fez isso com um dos menores, meus irmãos, você fez isso comigo". "Faça aos outros como gostaria que eles fizessem a você, pois assim é o Reino de Deus". A moralidade que lhe foi ensinada na igreja contrastava diretamente com a segregação ao seu redor e o ódio que seus pais defendiam.
Mais tarde, Joan lembrou-se de uma ocasião que mudou para sempre sua perspectiva, ao visitar sua família na Geórgia durante o verão. Joan e sua amiga de infância, Mary, ousaram-se a entrar na cidade "negra", localizada do outro lado dos trilhos do trem. Joan afirmou que seus olhos foram abertos pela experiência: "Ninguém me disse nada, mas a maneira como eles recuaram e se tornaram invisíveis me mostrou que eles acreditavam que não eram tão bons quanto eu".  
Aos 10 anos, Joan começou a reconhecer a divisão econômica entre as raças. Naquele momento, ela prometeu a si mesma que, se pudesse fazer algo para ajudar a fazer parte do Movimento dos Direitos Civis e mudar o mundo, ela o faria.
Seu desejo de ativismo criou uma tensão e uma divisão entre ela e sua mãe. Ela planejara ir para uma pequena universidade da igreja em Ohio ou Kentucky, mas sua mãe não permitiria isso por medo de integração. Em vez disso, sua mãe insistiu que ela se candidatasse à Duke University em Durham, Carolina do Norte, onde foi aceita.

## Ativismo
Duke tinha campi separados para homens e mulheres. Na primeira e segunda semana de aula, as mulheres correram e se comprometeram com irmandades. Joan e sua colega de quarto não se interessaram e foram a um evento diferente realizado pelo International Club. Esse comportamento foi incomum para Duke e a Universidade enviou um conselheiro para visitar as meninas para ver se elas estavam infelizes.
Na primavera de 1960, Joan participou de seu primeiro de muitos protestos. Sendo uma mulher branca do sul, seu ativismo pelos direitos civis não foi compreendido. Ela foi marcada como doente mental e foi levada para testes após sua primeira prisão. Por medo de abalos, Joan usava uma saia com uma bainha profunda e com babados, onde escondia papel amassado até ficar macio e depois dobrado com cuidado. Com este artigo, Joan conseguiu escrever um diário sobre suas experiências que ainda existem. Neste diário, ela explica o que eles receberam para comer e como cantaram quase a noite toda. Ela até mencionou a segregação nas celas da prisão e declarou: "Acho que todas as garotas daqui são jóias, mas me sinto mais em comum com as garotas negras e gostaria de estar trancada com elas em vez desses ianques ateus".
Ela afirmou que recebeu muito apoio do corpo docente da Duke University, mas não da administração. Ela saiu de Duke no outono, depois de ser pressionada pelo decano das mulheres a parar seu ativismo.

### Freedom Rides e prisão
No verão de 1961, o histórico Freedom Riders (Viajantes da Liberdade), um grupo de ativistas, desafiou os ônibus e as estações de ônibus do sul, segregados legalmente, recusando-se a viajar separadamente. Treze passageiros saíram em dois ônibus Greyhound a caminho de Nova Orleans, saindo de Washington, DC.
Anniston, Alabama, era a mais perigosa de todas as cidades onde os viajantes paravam. No dia das mães, os dois ônibus chegaram em Anniston e foram incendiados. Relatou-se que os frequentadores da igreja, juntamente com seus filhos, assistiram os viajantes tentarem escapar das chamas do ônibus, apenas para serem espancados pelas pessoas da cidade até que a polícia parasse o caos. Após esse evento, muitos pensaram ter visto o fim dos Viajantes da Liberdade. Em vez disso, foi feita uma ligação para Mulholland, em DC, e para Diane Nash, pedindo mais viajantes.
Mulholland, junto com Stokely Carmichael (o ativista e mais tarde presidente do SNCC), Hank Thomas, e muitos outros fizeram um passeio pela liberdade diferente. O grupo pegou um avião para Nova Orleans e depois seguiu no trem do Illinois Central para Jackson, Mississippi, com membros do Congresso de Igualdade Racial.
Depois que o novo grupo de Freedom Riders foi preso por se recusar a deixar uma área de espera de ônibus em Jackson, Mulholland e outros foram colocados dentro de uma carroça e levados para a prisão mais temida do Mississippi - Parchman Penitentiary, uma prisão no Delta, não muito longe de onde Emmett Till havia sido assassinado em 1955. Essa prisão tinha reputação de ser violenta e vários presos haviam desaparecido. Era junho de 1961, Mulholland tinha 19 anos na época e se recusou a pagar a fiança.
No trajeto até lá, o motorista parou em uma casa na zona rural do Mississippi. Mulholland e os outros ativistas começaram a temer por suas vidas. Em retrospecto, Mulholland contou mais tarde, o motorista provavelmente precisava de uma parada e só desejava assustar os pilotos.
Quando chegaram a Parchman, as mulheres receberam saias e camisetas listradas em preto e branco de jeans grosso. Antes de serem trancadas nas celas, as mulheres eram despidas e cada uma recebia um exame vaginal. A matrona limpou a mão enluvada, antes de cada exame, em um balde de líquido que Mulholland disse que cheirava a Lysol. Na prisão, Mulholland foi segregada de seus amigos do Grupo de Ação Não Violenta (NAG). Ela descreveu a experiência como isolante, com todos desconhecendo o que estava acontecendo.
Eles foram alojados no corredor da morte por dois meses. "Estávamos em uma cela segregada com 17 mulheres e 3 pés quadrados de espaço para cada um de nós", lembrou ela em 2014.
Muitos dos viajantes da liberdade ficaram atrás das grades por cerca de um mês, mas Mulholland não tinha planos nem lugar para ir até a escola abrir no outono. Ela cumpriu sua sentença de dois meses e tempo adicional para pagar a multa de US $ 200 que devia. Cada dia na prisão tirava três dólares da multa.

### Tougaloo College
Logo após o lançamento de Mulholland, Charlayne Hunter-Gault e Hamilton E. Holmes se tornaram os primeiros estudantes afro-americanos a se matricular na Universidade da Geórgia. Mulholland pensou: "Agora, se os brancos iriam se revoltar quando estudantes negros iriam para escolas brancas, o que eles fariam se um estudante branco fosse para uma escola negra?" Ela então se tornou a primeira aluna branca a se matricular no Tougaloo College, em Jackson, onde conheceu Medgar Evers, Dr. Martin Luther King Jr., Reverendo Ed King e Anne Moody.
Quando o Martin Luther King veio ao Tougaloo College para fazer um discurso, foi Joan quem o acompanhou até o prédio de ciências onde ele deveria falar. Mulholland afirma que King era o herói do movimento, mas muitas vezes ficava frustrado com ele por pregar o tempo todo. Dois anos depois, Mulholland foi o primeiro aluno branco aceito na Delta Sigma Theta Sorority, Inc. Mais tarde, Joan também se tornou secretária do SNCC.
Mulholland afirmou que, durante sua participação no Tougaloo College, as cruzes eram ocasionalmente queimadas no campus. Várias autoridades locais estavam preocupadas que algo pudesse acontecer entre ela - uma mulher branca - e um dos homens negros. Houve várias tentativas de fechar Tougaloo, mas a escola permaneceu aberta porque seu estatuto era anterior às leis de Jim Crow.
Ela recebeu muitas cartas repreendendo-a ou ameaçando-a enquanto frequentava Tougaloo. Seus pais mais tarde tentaram se reconciliar com a filha, e eles a subornaram com uma viagem à Europa. Ela aceitou a oferta e foi com eles durante as férias de verão. Logo depois que eles voltaram, ela voltou direto para o Tougaloo College.

### A manifestação de Jackson Woolworth
Mulholland participou da manifestação de 28 de maio de 1963 no balcão de lanchonetes Woolworth, no centro de Jackson, com 13 outros ativistas, como a colega de Tougaloo, Anne Moody, o professor Dr. John Salter e o capelão branco de Tougaloo, reverendo Ed King. Os ativistas foram espancados, manchados de condimentos e repreendidos. A multidão gritou com os estudantes, gritando a frase "comunista" para eles constantemente. Um homem apontou a multidão para Mulholland, chamando-a de "negra branca" (white nigger").
A manifestação começou com Moody e outros dois estudantes negros, Pearlena Lewis e Memphis Norman, sentados no balcão branco. A polícia não pôde prendê-los porque a Suprema Corte decidiu que a polícia só podia agir a convite do gerente da loja e não podia entrar por vontade própria.  
Na época em que Mulholland chegou ao Woolworth's, Norman foi arrastado pelo chão pelo ex-policial Benny Oliver, que usava tênis e foi chutado várias vezes. O ataque continuou até que um policial disfarçado prendeu Norman e Oliver. Moody e Lewis foram ambos arrancados de seus lugares mais tarde. Moody tinha sido jogado contra o balcão. Por volta dessa época, Mulholland notou um homem passar por Moody com uma faca e gritou: "Annie, ele tem uma faca". Ela então foi até o balcão e sentou-se ao lado de Moody e Lewis. As pessoas começaram a gritar insultos como "traidora", "comunista", "cadela preta" e "negra branca". Mulholland foi levantada pela cintura por um homem e Moody foi levantada do banquinho por dois meninos do ensino médio. Ambas as meninas foram arrastadas pelos cabelos para fora da loja.
O agressor de Mulholland foi preso do lado de fora e ela foi liberada. Ela voltou ao balcão do almoço com Moody. Naquele momento, havia duas brancas e duas negras. Logo Salter chegou, juntando-se às duas mulheres no balcão. A multidão ficou mais violenta. Salter recebeu uma queimadura de cigarro na parte de trás do pescoço, foi atingido na mandíbula com juntas de latão e uma mistura de água com pimenta foi jogada em seus olhos. Ela começou a temer por suas vidas pouco antes de as coisas começarem a chegar ao fim. A manifestação terminou às 14h, quando o presidente do Tougaloo College conseguiu o escritório nacional de Woolworth, que aconselhou o gerente da loja a fechar a loja.
Esse evento acabou sendo um dos protestos mais violentos. Mulholland lembrou que os repórteres foram informados de que era uma das histórias mais assustadoras que eles já haviam coberto sobre o Movimento dos Direitos Civis. Bill Minor, então o correspondente do Mississippi que cobre eventos de direitos civis para o New Orleans Times-Picayune e que estava lá naquele dia, diz que a manifestação de Jackson Woolworth foi "o evento de assinatura do movimento de protesto em Jackson. O primeiro em que houve violência real".

### Marcha em Washington por Empregos e Liberdade
Em 28 de agosto de 1963, Mulholland ajudou a organizar a Marcha em Washington por Empregos e Liberdade. Ela viajou para Washington, DC com Moody e o Rev. Ed King e sua esposa. Ao voltar, o grupo parou em um parque federal no Tennessee, onde passaram a noite. Na manhã seguinte, Moody e Mulholland foram ao banheiro, onde encontraram chuveiros. Eles usavam chuveiros, um de cada vez e, esquecendo as toalhas, usavam as toalhas de papel no banheiro para secar um ao outro. As mulheres foram descobertas no banheiro quando duas mulheres brancas entraram, perturbadas pelas ações de Moody e Mulholland. Moody e Mulholland retornaram ao casal King agora acordados, e contaram a história e foram rapidamente expulsos do parque.

### Bombardeio da Igreja Batista da Rua 16
Alguns dias após a marcha em Washington, o Ku Klux Klan (KKK) detonou uma bomba na Igreja Batista da 16th Street em Birmingham, Alabama, pouco antes do culto da manhã de domingo. A bomba feriu 15 pessoas e matou quatro crianças. Mulholland pegou um pedaço de vidro da explosão, colou-o na madeira negra de ébano e fez um colar com ele. Ela também carregava um pedaço de vidro na carteira por anos, sentindo-o toda vez que pegava seu troco.

### Michael Shwerner
Mulholland foi quem deu a Michael e Rita Schwerner uma "orientação" sobre o que você precisa saber sobre ser um ativista branco no estado do Mississippi. No dia seguinte, Michael foi morto, junto com James Chaney e Andrew Goodman. Mulholland explicou que está ciente de que nada que pudesse ter acrescentado às informações que deu a Schwerner teria impedido o que havia acontecido.

## Carreira posterior
Mais tarde, trabalhou na Smithsonian Institution, no Departamento de Comércio dos Estados Unidos e no Departamento de Justiça, antes de ensinar inglês como segunda língua.

## Vida pessoal
Desde 1982, Mulholland está aposentado e vive na Virgínia. Ela tem cinco filhos. Devido à bravura de Joan por participar como ativista em pelo menos três dezenas de protestos, ela foi deserdada por sua família. Ela foi até caçada pelo Klan para execução.

## Legado

### Documentários
No documentário da PBS, Freedom Riders (data de 16 de maio de 2011), Mulholland é apresentado como um dos 40 ex-estudantes universitários de todos os Estados Unidos que embarcaram em uma viagem de ônibus de Washington, DC para Nova Orleans, de 6 a 16 de maio, 2011, refazendo a rota original dos Freedom Riders. Em sua entrevista para a Freedom Riders, ela lembra as condições angustiantes de Parchman.
Loki Mulholland, seu filho, produziu um premiado documentário intitulado Uma Heroina Comum: A Verdadeira História de Joan Trumpauer Mulholland (2013).

### Fundação
A Fundação Joan Trumpauer Mulholland dedica-se a educar os jovens sobre o Movimento dos Direitos Civis e como se tornar ativista em suas próprias comunidades.  

### Aparições
Joan também viaja várias vezes por ano para exibir seu documentário e depois interagir com os alunos através de um painel de perguntas e respostas. Em 2015, ela tinha 45 eventos planejados, incluindo perguntas e respostas, visitas a faculdades e participações especiais em bibliotecas dos Estados Unidos.
Em 4 de novembro de 2015, havia sete eventos programados para seu calendário no ano de 2016, em locais que variam dos estados da Geórgia, Mississippi e Texas, até o Reino Unido. No episódio satírico americano de 15 de fevereiro de 2017, Full Frontal com Samantha Bee, Joan Trumpauer Mulholland foi entrevistada pela escritora Ashley Nicole Black, juntamente com os colegas líderes de direitos civis Frank Smith Jr., Nell Braxton Gibson, Luvaghn Brown e Dorie Ladner para um segmento no Mês da História Negra.